# Magix Software
Die Magix Software GmbH (in Eigenschreibweise MAGIX Software GmbH oder kurz: MAGIX) ist ein international tätiger Softwarehersteller und Publisher mit den Schwerpunkten Video- und Musiksoftware für Professionals und Semi-Professionals/DIY-User. Der Hauptsitz des Unternehmens befindet sich in Berlin. Weitere Standorte sind Madison (USA), Dresden und Lübbecke. Am 28. Mai 2018 gab das Private-Equity-Unternehmen Capiton AG bekannt, zusammen mit dem Management um den Geschäftsführer Klaus Schmidt die Mehrheit der Anteile an der Magix Software GmbH erworben zu haben. Geschäftsführer seit Januar 2025 ist Robert Rutkowski.

## Produktgeschichte
1994 wurde der erste Magix Music Maker veröffentlicht. Ab 1996 wurde das Angebot von Magix um Software zur Gestaltung, Bearbeitung, Präsentation und Archivierung von Fotos und Videos erweitert. Ab 1997 wurden die Produkte und Leistungen auch in anderen europäischen Ländern und in den USA verbreitet.
2001 wurde die erste Version von Magix Video deluxe veröffentlicht. 2002 kam die erste Version von Magix Fotos auf CD & DVD auf den Markt.
Im November 2008 initiierte Magix die Wissenscommunity magix.info als eigenständiges soziales Netzwerk für Experten zu den Themen Musikproduktion, Video- und Fotobearbeitung. Ebenfalls im Jahr 2008 veröffentlichte Magix die für professionelle Anforderungen, aber auf der gleichen Plattform wie Video deluxe basierende Software Video Pro X.
2009 wurde die erste Version von Magix Video easy, einem Videoschnittprogramm speziell für Einsteiger, veröffentlicht.
Ab 2013 erweiterte Magix das Angebot um Apps wie Camera MX, Looparoid und Magix Movie Edit Touch.
2014 wurde das Videoschnittprogramm Magix Fastcut veröffentlicht, das sich speziell an Anwender mit Drohnen und Actioncams richtet.
Im Mai 2016 erwarb Magix die Produkte Vegas Pro, Movie Studio, Sound Forge Pro, Sound Forge Audio Studio, SpectraLayers und Acid Pro aus der Sony-Creative-Software-Produktreihe.
Im Mai 2018 erwarb der Investor Capiton AG zusammen mit Klaus Schmidt die Mehrheit an der MAGIX-Gruppe.
2020 wurde zusammen mit der Firma FXHome das Produkt Vegas Post in den Markt gebracht.
2021 wurde das Produkt Vegas Stream für Livestreams veröffentlicht und eine Kooperation mit DigitalChina zum Vertrieb der Lösungen in China bekannt gegeben. Außerdem wurde für die Betreuung der Geschäftskunden ein Portal veröffentlicht.
Im Dezember 2023 meldete das Softwareunternehmen Insolvenz an. Am 1. März 2024 hat das Amtsgericht Charlottenburg das Eigenverwaltungsverfahren eröffnet.
Im Januar 2025 wurde Magix von der Russmedia Equity Partners (RMEP) übernommen.

## Produkte
Die Produktpalette des Unternehmens umfasst Software insbesondere für die digitale Bearbeitung von Musik, Videos und Fotos.
Im Bereich Musik vertreibt Magix Software, die sich an professionelle Anwender richtet, z. B. Sound Forge, ACID Pro, Samplitude Pro X und Sequoia. Semiprofessionelle Musikprodukte sind z. B. Samplitude Music Studio und der Music Maker.
Im Bereich Video bietet Magix Software für professionelle Kunden an wie Vegas Stream, Vegas Post und Vegas Pro. Video deluxe und Video Pro X richten sich an semiprofessionelle und DIY-Anwender, mit gewisser Vorerfahrung und höheren Ansprüchen an die Videobearbeitung.
Im Bereich Foto bietet Magix sowohl Programme zur Erstellung von digitalen Diashows, z. B. Magix Fotostory, als auch Software zur Bearbeitung einzelner Fotos, z. B. Magix Photo & Grafik Designer, sowie zur Verwaltung von Fotosammlungen, z. B. Magix Photo Manager Deluxe. Mit Xara Designer Pro wird zudem eine Software zur professionellen Bearbeitung von Grafiken und Fotos angeboten.

## Nachweise und Quellen
1. ↑  Magix Software GmbH. Abgerufen am 3. Februar 2023.
2. ↑  caption AG beteiligt sich an Magix Software GmbH. Abgerufen am 31. Mai 2018.
3. ↑  Transaction Advice Software | capiton | Deloitte Legal Germany. Abgerufen am 16. Dezember 2022 (englisch).
4. 1 2  Neustart für MAGIX: RMEP übernimmt zum Jahresstart 2025. Abgerufen am 29. Januar 2025.
5. ↑  Magix Video easy: ganz einfach Videoschnitt – Sauer, Joachim, Videoaktiv, 23. April 2009, abgerufen am 15. Januar 2015.
6. ↑  Artikel aus c’t 3/2013 zu Movie Edit Touch – Mohaupt, Philipp, heise.de, abgerufen am 15. Januar 2015.
7. ↑  Magix Fastcut: automatischer Action-Videoschnitt – Sauer, Joachim, Videoaktiv, 13. November 2014, abgerufen am 15. Januar 2015.
8. ↑  MAGIX erwirbt Sony Creative Software Produkte – MAGIX Software GmbH, 24. Mai 2016, abgerufen am 26. Mai 2016.
9. ↑  https://www.capiton.de/portfolio/magix-software-gmbh/
10. ↑  https://www.magix.com/de/presse/detail/news/magix-launches-cooperation-with-digital-china5/
11. ↑  Zukunftsorientierte Restrukturierung der MAGIX Software GmbH. Abgerufen am 11. April 2024.